# 万寿桥街道
万寿桥街道,是中华人民共和国湖北省宜昌市伍家岗区下辖的一个乡级行政单位，东起胜利三路，西至汽渡路，南临沿江大道，北以铁路为界，辖区面积2.78平方公里，人口3.97万人。

## 行政区划
万寿桥街道辖以下地区：
张家店社区、汉宜社区、建设社区、航运社区、万达社区、港务社区、胜利一路社区和杨岔路社区。